# Йожики
Йожики (біл. Ёжыкі) — село в Білорусі, у Жабинківському районі Берестейської області. Орган місцевого самоврядування — Ленінська сільська рада.

## Географія
Розташоване за 7 км на південний схід від Жабинки, на шляху Берестя — Кобринь.

## Історія
У 1926 році жителі села зверталися до міністерства освіти Польщі з проханням відкрити в Йожиках українську школу.

## Населення
За переписом населення Білорусі 2009 року чисельність населення села становила 42 особи.